# Icius delectus
Icius delectus är en spindelart som beskrevs av Leonard G. Worley 1932. Icius delectus ingår i släktet Icius och familjen hoppspindlar. Inga underarter finns listade i Catalogue of Life.